# Cristino Nicolaides
Cristino Nicolaides (* 2. Januar 1925 in Córdoba, Argentinien; † 22. Januar 2011) war ein argentinischer Generalleutnant und vom 18. Juni 1982 bis zur Rückkehr zur Demokratie am 10. Dezember 1983 Oberbefehlshaber des Heeres und Mitglied der Militärjunta.

## Leben
Nicolaides trat 1947 als Unterleutnant in des Ingenieurkorps ein und diente nach seiner Beförderung zum Hauptmann im Generalstab des Heeres. 1970 folgte seine Beförderung zum Oberst sowie zum Kommandeur der Kampftruppenschule (Escuela de Servicio de Combate), ehe er 1975 für einige Zeit Kommandeur der VII. Infanteriebrigade war.
1975 erfolgte während der Amtszeit von Präsidentin Isabel Martínez de Perón seine Beförderung zum Brigadegeneral sowie Kommandeur der Geheimdiensteinheit Batallón de Inteligencia 601. Bald darauf wurde er Generalmajor und als solcher auch Kommandeur des Militärinstituts in Campo de Mayo.
Nicolaides beteiligte sich am Militärputsch gegen Isabel Perón am 24. März 1976 und unterstützte die Militärjunta. Nach der argentinischen Niederlage gegen Großbritannien im Falklandkrieg wurde er am 18. Juni 1982 Oberbefehlshaber des Heeres (Ejército Argentino). In dieser Funktion war er zugleich Mitglied der Militärjunta (4. Junta) unter dem Vorsitz von Reynaldo Bignone, der neben ihm noch die Oberbefehlshaber der Marine, Admiral Rubén Franco, sowie der Luftwaffe, Brigadegeneral Augusto Hughes, angehörten. Diese Funktionen behielt er bis zur Rückkehr zur Demokratie im Dezember 1983. Menschenrechtsorganisationen werfen ihm vor, verantwortlich für die Verbrennung wichtiger Archive zu sein, die Menschenrechtsverbrechen während der Militärdiktatur dokumentiert hatten.
Am 16. Dezember 1983 bat er den neuen Präsidenten Raúl Alfonsín um Versetzung in den Ruhestand, der von diesem auch angenommen wurde. Nachfolger als Oberbefehlshaber der Landstreitkräfte wurde daraufhin Jorge Arguindegui. Im Verfahren gegen die Oberbefehlshaber der Militärdiktatur 1985 wurden die Chefs der 4. Junta nicht angeklagt. Nicolaides wurde jedoch als Zeuge vorgeladen und vom Staatsanwalt Julio Strassera der Falschaussage bezichtigt.
1989 begnadigte der Präsident Carlos Menem Nicolaides in einem noch nicht abgeschlossenen Verfahren wegen Mordes an 22 Gefangenen (Caso Margarita Belén).
1998 wurde erstmals wegen Kindesraubs während der Militärdiktatur gegen Nicolaides ermittelt. Nachdem 2003 unter Néstor Kirchner wieder verstärkt Untersuchungen wegen Verbrechen während der Militärdiktatur eingeleitet worden waren, wurde auch gegen Nicolaides wegen des Verschwindenlassens von Mitgliedern der Montoneros in den Jahren 1979 und 1980 ermittelt. Am 18. Dezember 2007 wurde er wegen der Vorwürfe Organisierter Kriminalität, Entführungen, Folterungen und der Verantwortlichkeit für das Verschwinden zahlloser Menschen zu einer Freiheitsstrafe von 25 Jahren verurteilt.
Zum Zeitpunkt seines Todes am 22. Januar 2011 befand sich Nicolaides wegen einer Vielzahl von Menschenrechtsverletzungen unter Hausarrest. Ab März 2011 sollte eigentlich ein weiteres Gerichtsverfahren gegen ihn beginnen.